# Echeveria secunda

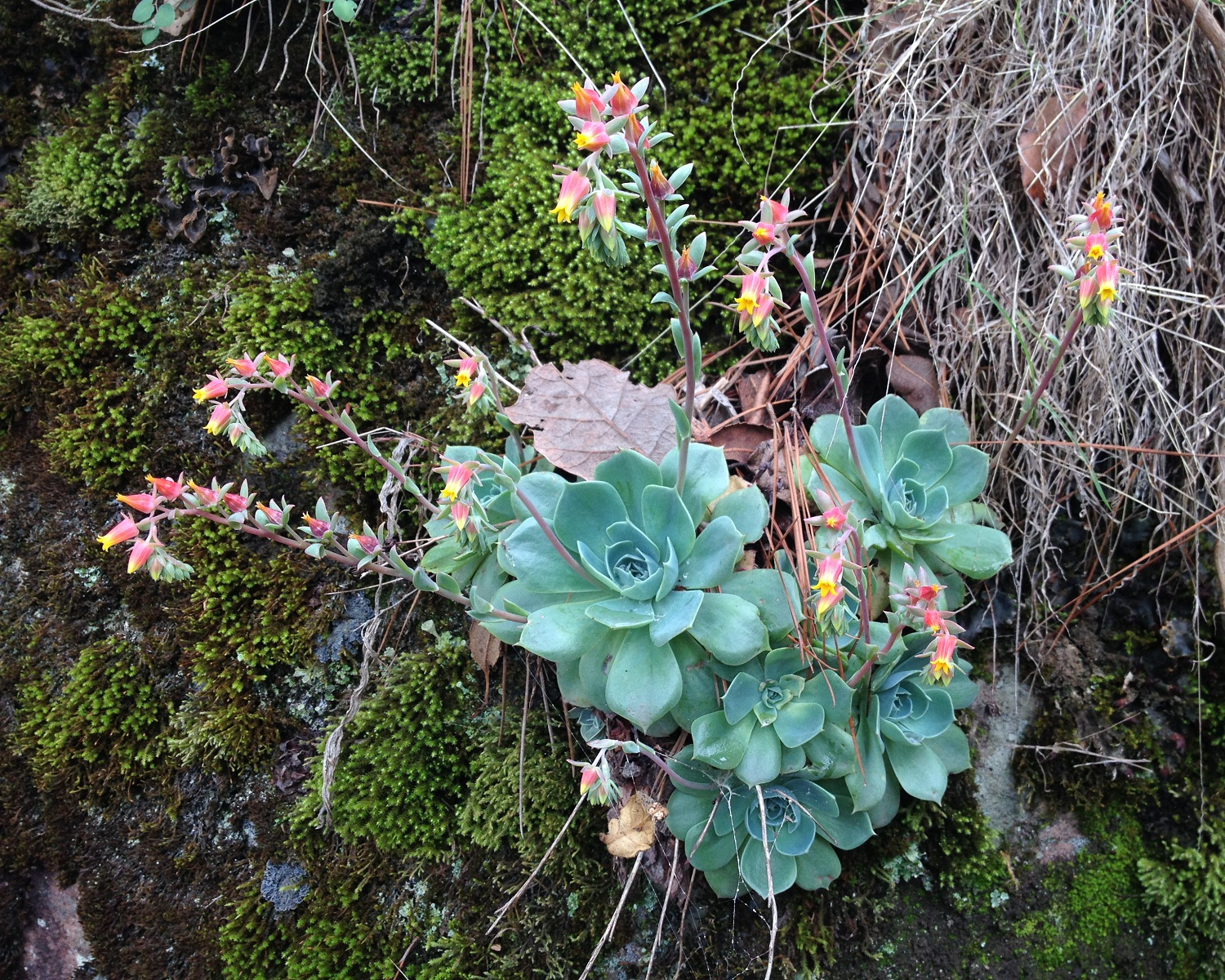
En su hábitat

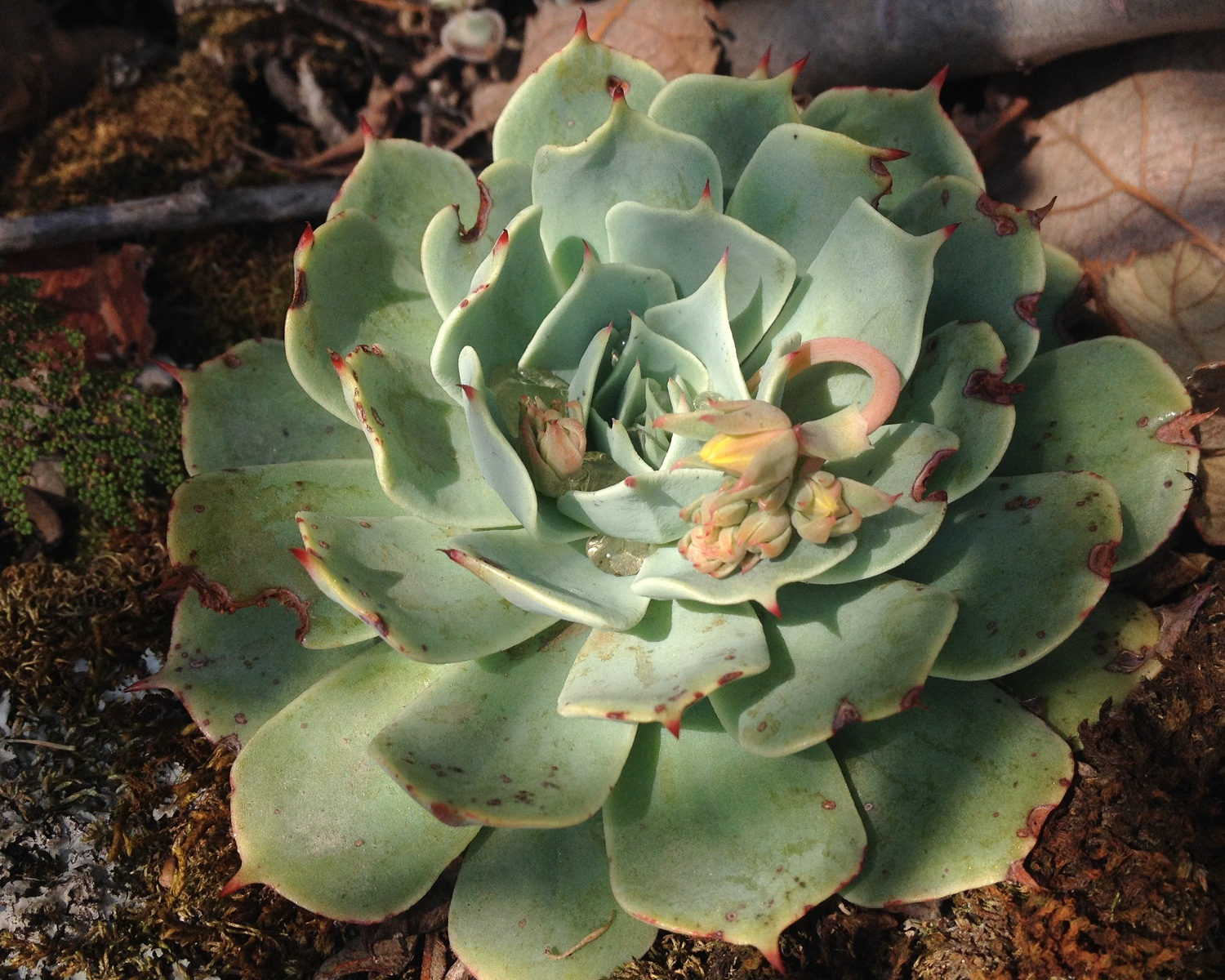
Tallos florales surgen de un solo lado de la planta

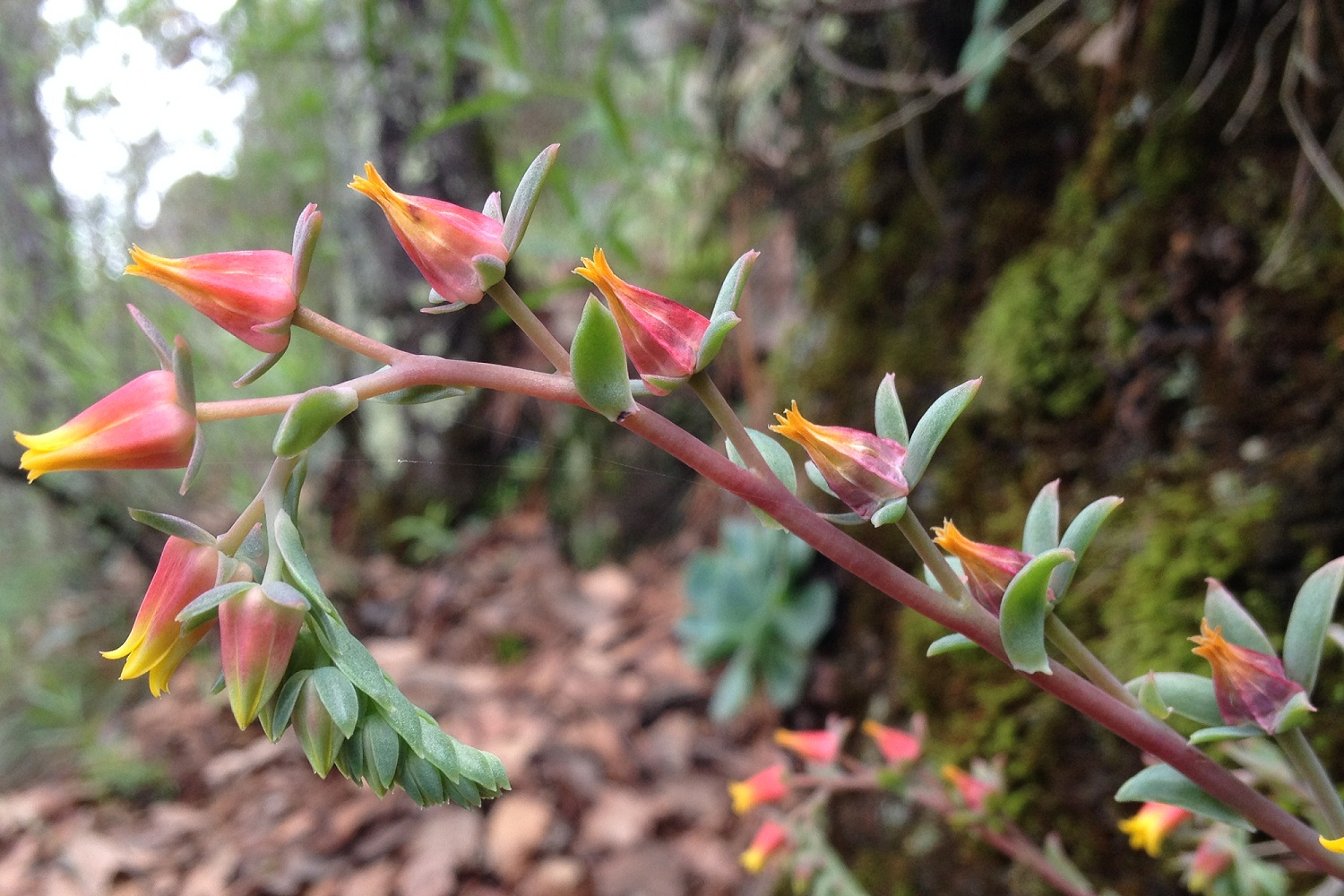
Detalle de la inflorescencia

Echeveria secunda, conocida comúnmente como conchita o tememetla (del náhuatl: colonia de pequeños magueyes de la piedra), es una planta suculenta de la familia de las crasuláceas, endémica de México.

## Descripción
Es una planta herbácea, perenne, glabra y generalmente acaule. Crece en forma de roseta compacta, comúnmente de menos de 20 cm de diámetro, con hojas carnosas glaucas, espatuladas a oblanceoladas, con el lado superior plano y el inferior convexo. El margen entero y el ápice acuminado suelen tener una tonalidad rojiza. Sobre todo en ejemplares menores, las hojas externas se marchitan en la estación seca, adquiriendo un color marrón y una textura de papel.
La inflorescencia es un cincino simple, verde, rojizo o rosado, de hasta 31 cm de alto. Las flores consisten de una corola conoide de cinco pétalos rojizos o anaranjados con las puntas amarillas. Florece de abril a septiembre.
Es una especie con una alta variabilidad de tamaño, número, color y carnosidad de las hojas, así como de tamaño y ramificación de la inflorescencia. Aquí se considera como un único taxón variable, aunque algunos autores la consideran como varias especies, subespecies o formas (ver apartado «Taxonomía» más abajo).

## Distribución y hábitat
Es una especie nativa de México. Se distribuye en los espacios montañosos del Eje Neovolcánico, del Bajío y de la Sierra Madre Oriental, entre los 2200 y los 4200 m s. n. m. Tiene predilección por los espacios de clima templado a alpino con orientación de semisombra, donde crece generalmente como planta litófita o bien, en ocasiones, como epífita o terrestre.
Tiende a formar colonias considerables sobre afloramientos rocosos y taludes de roca volcánica. Frecuentemente se ve asociada a diversos musgos, con los que parece tener una relación simbiótica.

## Taxonomía
Echeveria secunda fue descrita en 1838 por John Lindley, atribuida a William Beattie Booth, en Edwards's Botanical Register 24: 59.
Etimología
Ver: Echeveria
secunda: epíteto latino que significa "unilateral" o "de un solo lado"; en referencia a que las flores se forman todas de un solo costado del escapo

### Sinonimia
- Cotyledon glauca Baker
- Cotyledon pumila (Van Houtte) Baker
- Cotyledon secunda (Booth ex Lindl.) Baker
- Echeveria byrnesii Rose
- Echeveria glauca (Baker) E.Morren
- Echeveria glauca var. pumila (Van Houtte) Poelln.
- Echeveria globosa E.Morren [inválido]
- Echeveria gracillima Muehlenpf. ex Otto
- Echeveria pumila Van Houtte
- Echeveria pumila var. glauca (Baker) E.Walther
- Echeveria rosacea Linden & André
- Echeveria secunda var. byrnesii (Rose) Poelln.
- Echeveria secunda f. byrnesii (Rose) Kimnach
- Echeveria secunda var. glauca (Baker) Otto
- Echeveria secunda var. pumila (Van Houtte) Otto
- Echeveria spilota Kunze[6]